# At-Tayba, Irbid
at-Tayba (arabiska: الطيبة), även at-Tayyiba, är en distriktshuvudort i Jordanien. Den ligger i provinsen Irbid, i den norra delen av landet, 70 km norr om huvudstaden Amman. Antalet invånare är omkring 13 000.